# Abeja Reina (cómic)
Abeja Reina (Queen Bee en inglés) es el nombre de seis súpervillanas diferentes de DC Comics.

## Historial de publicación
La versión Zazzala de Abeja Reina apareció por primera vez en Justice League of América #23 (noviembre de 1963) y fue creada por Gardner Fox y Mike Sekowsky.
La primera versión Bialya de Abeja Reina apareció por primera vez en Justice League International #16 (agosto de 1988) y fue creada por J.M. DeMatteis y Keith Giffen.
La versión Tazzala de Abeja Reina apareció por primera vez en Creature Commandos #1 (mayo del 2000) y fue creada por Tim Truman y Scot Eaton.
La versión Beatriz de Abeja Reina, fue la segunda de regente de Bialya, apareció por primera vez en JLA Incarnations Vol. 1 #6 y fue creada por John Ostrander y Val Semeiks.
Marcia Monroe fue otro personaje en utilizar por un tiempo el nombre de Abeja Reina que apareció por primera vez en Brave and the Bold #64 (marzo de 1966) y fue creada por Bob Haney y Win Mortimer.
A partir de Los nuevos 52 se introdujo la versión Colmena Reina (H.I.V.E. Queen) haciendo su debut en Superman Vol.3 #21 (agosto de 2013) como líder del equipo H.I.V.E., fue creada por Scott Lobdell y Kenneth Rocafort.

## biografía de los personajes ficticios

### Abeja Reina (Zazzala)
La líder del mundo colmena Korll, Zazzala vive solo para la expansión interestelar de su especie. Zazzala apareció por primera vez en Justice League of América # 23 (noviembre de 1963). Chocó varias veces con la Liga de la Justicia original durante los años 60 y 70, pero desapareció en gran parte durante varias décadas.
Zazzala reapareció en el volumen 3 de JLA # 34 (octubre de 1999), cuando Lex Luthor la contacta para unirse a Banda de la Injusticia. Ella accede, liberando al General de su prisión de asteroides a cambio de que un porcentaje de la población de la Tierra se convierta en sus drones. Ella también participa en otras batallas contra la Liga. Su principal esfuerzo se concentra en la ciudad de Nueva York. Ella obliga a muchos de los ciudadanos a crear una 'matriz de huevo' con suministros locales como una forma de asegurar aún más el control mental. Ella intenta lavarle el cerebro con 'hypno-polen' a Linterna Verde y a Acero para que le sirva, pero ambos héroes pueden luchar contra él; Cazadora animó a Linterna a resistir el polen, y los sistemas inmunes de protección de datos del traje de Acero lo protegieron de los efectos del polen (Aunque Acero aún fingía que el polen lo había afectado para esperar el momento adecuado para descubrir el plan de Abeja y esperar el momento adecuado para atacar). Utilizando la incapacidad Abeja Reina para ver el color rojo, que muchos de los superhéroes tenían en sus disfraces, Mujer Maravilla y Big Barda mantienen ocupadas las fuerzas de la Reina mientras Acero y Hombre plástico recibe la caída de abeja, Plastic Man cubre a Acero para hacerlo virtualmente invisible para las abejas. Utilizando un Tubo de Luz, tecnología controlada por Barda, teletransportan a la Reina y a su ejército de regreso a Korll.
Más tarde, Zazzala y sus aliados se unen a la nueva Sociedad Secreta de Supervillanos de Lex Luthor. La Reina se convierte en la líder de H.I.V.E., una empresa criminal multinacional. Ella aparece en la serie limitada de seis partes Villains United. Un pequeño equipo de villanos, conocidos como los Seis Secretos, atacan su base como parte de una guerra contra la Sociedad. Sus fuerzas son derrotadas, el prisionero de la base, Firestorm, es liberado y la propia Zazzala queda gravemente herida.
Un año después, Zazzala aparece en el JLA #20 Vol.4, completamente curada de sus heridas, e intenta robar un dispositivo de transporte de materiales que le permitirá transportar a sus tropas a la tierra. Ella es derrotada por Mujer Maravilla y capturada por Flash.

### Abeja Reina de Bialya
Una Reina Abeja no relacionada, fue presentada en Justice League International #16 (agosto de 1988). Ella era una humana normal femme fatale, que obtuvo el control de la nación terrorista de Bialya al forjar una alianza con su antiguo gobernante, el coronel Rumaan Harjavti, y luego lo asesinó. Ella solidificó su poder lavando el cerebro a los Guardianes Globales para que la sirvieran. Ella se ha enfrentado varias veces con Liga de la Justicia Internacional y Liga de la Justicia Europa.
La Liga de la Justicia de Europa descubrió que Abeja Reina estaba detrás de sus problemas recientes, y que tenía un Dominador llamado Doctor que trabajaba para ella. Ellos invadieron su palacio y llegan a un acuerdo; ella cesaría las hostilidades contra ellos si guardaban silencio sobre las cosas poco éticas que estaba haciendo como Reina. También exigieron que ella cortara las relaciones con el Doctor. Después de que se fueron, ella mató al Doctor. La Reina tuvo influencias de largo alcance, logrando poner a uno de sus propios operativos a cargo de la Liga a través de las Naciones Unidas.
Abeja Reina finalmente fue derrotada por la JLE y los Guardianes, quienes se enteraron de su trama de lavado de cerebro. Ella fue asesinada por el hermano de Rumaan Harjavti, Sumaan, durante los eventos del Crossover JLA/JLI - Breakdowns (1991).

### Abeja Reina (Tazzala)
Abeja Reina apareció en la serie del 2000 Creature Commandos. En el otro mundo tridimensional Terra Arcana, la hermana de Zazzala, Tazzala, se unió al Ejército Terra Arcana de Simon Magus con el objetivo final de conquistar la Tierra. La facción del Ejército de EE. UU. Conocida como Creature Commandos detuvo los planes de invasión. Tazzala fue asesinada por Simon.

### Abeja Reina de Bialya (Beatriz)
Hermana de la segunda Abeja Reina, Beatriz fue presentada en JLA Incarnations #6 (diciembre de 2001, pero ambientada alrededor de 1996) como la nueva soberana de Bialya (sustituyendo a su hermana). Ella está usando humanos forjados con maquinaria y pasó como el robot extremista para vigilar a su país. Su destino desde que el equipo Extreme Justice del Capitán Átomo puso fin a estas actividades es desconocido, pero presuntamente fue derrocada del poder porque ya no gobierna Bialya.

### Abeja Reina Imitadora
Marcia Monroe, mujer de la alta sociedad, se disfraza de Reina Abeja en The Brave and the Bold # 64 (febrero/marzo de 1966). En esta historia, ella descubre que su padre es un miembro reacio en la organización criminal internacional CYCLOPS. Temiendo por su vida y la de su padre, acepta asumir el papel de Abeja Reina para unirse a Eclipso en un intento por controlar las organizaciones criminales de Ciudad Gótica. Ambos son frustrados por Batman con quien Marcia, en su identidad normal, se había enamorado. Ella rescata a Batman de un intento de un atentado en contra de su vida ejecutado por Eclipso y luego no se vuelve a ver, y le dice a Batman que no puede entregarse porque tiene que seguir tratando de limpiar el nombre de su padre y salvarlo de ser asesinado.

### Los nuevos 52
En "The New 52" (el reinicio del universo de DC Comics), Abeja Reina se renueva y renombra como H.I.V.E. Queen. Ella hace su debut en Superman #21 como el líder de H.I.V.E. Ella dice ser la hija de Brainiac. Ella es miembro de los Veinte, un grupo de ciudadanos de Metrópolis que están infectados con un virus de Brainiac que les otorga poderes psiónicos. Sin embargo, su cosmovisión está distorsionada y se convierte en una entusiasta devota del alienígena. Ella crea H.I.V.E. usando la fachada de una compañía benevolente de redes sociales. Su plan es realmente secuestrar a otras personas con potencial psiónico y usar su energía mental recolectada para esclavizar al mundo en preparación para el regreso de Brainiac. Después de tratar de doblegar al telépata Héctor Hammond a su voluntad pero desencadenarlo inadvertidamente, todo su plan se ve frustrado. Ella entra en conflicto con este último y con otro telépata, el Psico-Pirata, también miembro de los Veinte, durante la historia de la Guerra Psi. Superman y Lois Lane, que también habían sido infectados con el mismo virus psiónico, logran vencerlos. La reina desaparece después de la batalla.
Ella reaparece mucho más tarde en Teen Titans, donde toma el control de toda la ciudad de Nueva Orleans. Luego tiene la ciudadanía controlada por la mente construye antenas parabólicas que en realidad son amplificadores psiónicos que le permitirán hacerse cargo de todas las mentes de los Estados Unidos. Sin embargo, los Titanes están en la ciudad al mismo tiempo y logran resistir su influencia mental gracias a la magia de Raven. Robin y el último finalmente asaltan su base y la derrotan, liberando a la ciudad de su control.

## Poderes y habilidades
- La primera Abeja reina, Zazzala, tiene fuerza y velocidad sobrehumanas parecidas a las de los insectos, puede disparar dardos venenosos con un par de glándulas en su muñeca derecha, o liberar polvo "Polen" que confunde la mente. Ella y sus drones no pueden percibir el color rojo. Ella es una combatiente lo suficientemente capaz como para luchar contra Big Barda y detenerse.
- La Abeja Reina de Bialya (Abeja Reina II) no tenía poderes o habilidades sobrehumanas, aparte de su belleza y astucia, solo era capaz de seducir y controlar a cualquier hombre por medio de feromonas.
- La hermana de Zazzala, Tazzala (Abeja Reina III), presumiblemente tenía habilidades similares.
- La Reina Beatriz (Abeja Reina IV) hermana de la segunda Reina también era una humana ordinaria, pero no tenía ningún recurso tan ingenioso como su hermana.
- La Reina Marcia Monroe (Abeja Reina V) no poseía ninguna habilidad, solo su astucia y engaño.
- La sexta Reina (H.I.V.E. Queen) tiene grandes poderes psiónicos que incluyen telepatía, control mental, empatía, lanzar ilusiones extremadamente realistas y complejas para distraer a otros o engañar a la gente para que la vea de otra manera, telequinesia, proyectar explosiones dañinas de energía psiónica y alimentarse de las energías mentales de otros para alimentar sus propios poderes. Ella también mostró algún tipo de factor de curación, pudiendo reconstruir todo su cuerpo desde cero después de que Psico-Pirata la hiciera pedazos. Su intelecto también se incrementa al "nivel 12", cortesía del virus psiónico con el que está infectada por Brainiac. Ella ha sido descrita como una "telépata de clase mundial" por Robin y ha demostrado ser capaz de controlar a miles de personas a la vez sin tensarse visiblemente.

## Otras versiones

### Flashpoint
En la línea de tiempo alternativa del evento Flashpoint, Abeja Reina era parte de un equipo liderado por Canterbury Cricket para luchar contra las Amazonas, que terminó en fracaso con la desaparición de todos los héroes los héroes excepto Canterbury Cricket.

### JLA/Vengadores
Abeja Reina es uno de los villanos controladores de mentes que atacan a los héroes cuando asaltan la Fortaleza de Krona en el #4 Ella se muestra siendo criticada por Avispa.

## En otros medios

### Televisión

#### Acción en vivo
- En el episodio de la primera temporada de Smallville "Drone", una niña llamada Sasha Woodman tiene la capacidad de controlar enjambres de abejas; aunque no se lo menciona directamente como Reina Abeja, se hace referencia al término para describir sus poderes. Más tarde muere en el episodio de la temporada 7 "Cure", por el Dr. Curtis Knox.

- Una versión de Queen Bee llamada Brie Larvan, interpretada por Emily Kinney, aparece en el episodio "All Star Team Up" de The Flash, siendo una mezcla entre Abeja Reina y Bug-Eyed Bandit. En el episodio, Brie Larvan es una hacker que busca venganza al ser despedida de su empleo. Larvan ataca al equipo Flash con abejas reboticas, pero es derrotada por Felicity Smoak.

- - Emily Kinney volvió a interpretar a Brie Larvan en el episodio "Beacon of Hope" de Arrow, en donde escapa de prisión al lograr hackear el sistema de condenas. Brie viaja a Star City para vengarse de Felicity y revela tener un tumor que la dejaría paralítica si no logra obtener el chip mecánico de Felicity. Ella logra derribar a Green Arrow, pero Curtis logra crear un virus para que sus propias abejas la ataquen. Al ser atacada, Brie queda en coma.

#### Animado
- En la serie animada Liga de la Justicia Ilimitada, Abeja Reina (aparentemente la encarnación de Zazzala, ya que es la que aparece en el cómic del mismo nombre Justice League Unlimited) es vista como uno de los muchos miembros de la Sociedad Secreta de Gorilla Grodd en el estreno de la tercera temporada, pero ella no hace una aparición completa en la serie. A parece por primera vez en el primer episodio "Soy de la Legión" como uno de los miembros de la sociedad secreta de Grood, al momento de presentarseles a Lex Luthor, vuelve hacer un cameo como un miembro de fondo en el episodio 3 "Hacia otra costa", puede verse al final del sexto episodio "Venganzas Mortales" cuan Lex toma el mando de la Sociedad, de igual forma hace otro cameo en el episodio "El Gran Robo de Cerebros". Sin embargo, en el episodio "Lejos del Hogar", Supergirl lucha contra los duplicados robóticos de Zazzala y Doctor Cyber con fines de entrenamiento. La "verdadera" Abeja Reina hasta ahora solo ha aparecido en un papel importante en el cómic Justice League Unlimited #29, en el que ella es la principal villana. Ella es derrotada por los esfuerzos combinados de Animal Man y Bestia B'wana.[16]
- Gail Simone ha revelado que el segmento teaser de Batman: The Brave and the Bold episodio "The Mask of Matches Malone!" se suponía que presentaría a Abeja Reina como el principal antagonista. Sin embargo, debido a problemas con el tiempo de ejecución, el segmento se acortó y se reescribió para incluir a Hiedra Venenosa en su lugar. Sin embargo, un borrador del corto original presentando a Abeja Reina como disponible en el tablero de mensajes de Simone.[17]
- La Abeja Reina de Bialya aparece en la serie animada Young Justice con la voz de Marina Sirtis.[18] Según Greg Weisman, Abeja Reina de Bialyan utilizada en este espectáculo es la primera Abeja Reina de Bialyan.[19] Según Batman, esta Abeja Reina posee la capacidad de persuasión sobre la mayoría de los hombres y algunas mujeres. Ella fue referenciada varias veces ya que el episodio "Bereft" tuvo lugar en Bialya. En "Revelación", se revela que la Reina Abeja es L-4 de La Luz (Junta Directiva del Proyecto Cadmus). En "Image", Abeja Reina convence al presidente de Quraci, Rumaan Harjavti, de que Qurac y Bialya solían ser un país (más tarde se reveló que era Psimon manipulando a Harjavti). Los soldados de la Abeja Reina se mueven a través de la Reserva Logan causando una estampida de ñus que el equipo detiene en su modo sigiloso. Uno de los aviones de Abeja Reina termina atacando la reserva Logan hiriendo al hijo de Marie Logan, Garfield, mientras liberaba un oryx enfermo y un ñu lesionado del granero. Cuando Robin y Superboy alcanzan a Rumaan Harjavti, son atacados por soldados de Bialyan que usan tecnología Apokolips. Al día siguiente, Rumaan Harjavti le dice a Abeja Reina que ha cambiado de opinión acerca de entregarle Qurac a Bialya. Abeja Reina es quitada y promete vengarse de Qurac. Más tarde, se reveló que se trataba de un acto de la Señorita Marciana (que imitaba a la Abeja Reina para hacer que su plan fuera conocido públicamente antes de imitar a Bruce Wayne para encontrarse con Rumaan Harjavti). Más tarde, la Señorita Marciana encuentra a Abeja Reina en la habitación de Garfield Logan y le dice a la Señorita Marciana que Psimon no es la única que sabe realmente qué es la Señorita Marciana y que es mejor que coopere con ella si no quiere que el resto del equipo se entere de su verdadera forma. También afirma que si algún miembro de su equipo la ataca personalmente o que ella ordenara, Garfield se lastimaría físicamente para protegerla. En "Usual Suspects", Abeja Reina acompaña a Lex Luthor, Sportsmaster, Bane y Blockbuster a Santa Prisca. Señorita Marciana también es convocada por Abeja Reina. Abeja Reina le dice a Señorita Marciana que ataque a Artemisa después de que ella inmoviliza a Blockbuster. La Señorita Marciana termina noqueando a la Abeja Reina. Lex Luthor logra llevar a Abeja Reina a su helicóptero permitiéndoles escaparse. En "Auld Acquaintance", la Abeja Reina aparece con Ra's al Ghul, Lex Luthor, Amo del Océano y Cerebro cuando atacan a Cadmus y roban todos los clones. En "Earthlings", se muestra que en algún momento durante los cinco años entre la primera y la segunda temporada, Abeja Reina orquestó la muerte de Marie Logan. En "Beneath", se le mostró a Abeja Reina como la dirigente del cargamento de niños fugados que Psimon, Icicle Jr., Mammoth, Shimmer y Devastation custodiando fueron detenidos por las integrantes del equipo. Ella no está preocupada ya que tuvieron un segundo envío de niños fugitivos que serán entregados a Lz Luz. En "Intervention", Abeja Reina se entera de lo que sucedió en su guarida y le da a Mammoth, Shimmer y Devastation sus simpatías. Abeja Reina luego declara los planes de la Luz para El Alcance, la Liga de la Justicia y el Equipo pueden proceder antes de lo previsto.

### Videojuegos
- Abeja Reina es uno de los principales jefes en las versiones de Xbox, PlayStation 2 y PlayStation Portable de Justice League Heroes, interpretadas por Abby Craden.
- Abeja Reina aparece como un jefe en DC Universe Online con la voz de Cyndi Williams. Ella y el equipo H.I.V.E. atacan S.T.A.R. Labs y LexCorp Exobyte Transportes cerca del Metrodome de Metrópolis. Más tarde se revela que ella está confabulada con Brainiac para entregarle los Exobytes robados. Los jugadores logran derrotar a Abeja Reina. Abeja Reina más tarde hipnotiza a Booster Gold para luchar contra los jugadores.